# شبگرد-باز شکم‌حنایی
شبگرد-باز شکم‌حنایی (نام علمی: Lurocalis rufiventris) نام یک گونه از تیره شبگردان است.